# Pseudolucia andina
Pseudolucia andina is een vlinder uit de familie van de Lycaenidae. De wetenschappelijke naam van de soort is voor het eerst gepubliceerd in 1894 door William Bartlett-Calvert.
De soort komt voor in Chili.